# Löweit
Löweit (auch Lœweit oder Loewit) ist ein selten vorkommendes Mineral aus der Mineralklasse der „Sulfate (und Verwandte)“. Es kristallisiert im trigonalen Kristallsystem mit der Zusammensetzung Na12Mg7[SO4]13 · 15H2O, ist also chemisch gesehen ein wasserhaltiges Natrium-Magnesium-Sulfat.
Löweit konnte bisher nur in Form von Ausblühungen und Krusten oder unregelmäßig ausgebildeter Kristallkörner und körnigen Massen gefunden werden. In reiner Form ist Löweit farblos und durchsichtig. Durch Fremdbeimengungen von Eisenoxid kann er aber auch eine rötlichgelbe Farbe annehmen, wobei die Transparenz entsprechend abnimmt.

## Etymologie und Geschichte
Erstmals entdeckt wurde das Löweit im Bad Ischler Salzberg in Oberösterreich und beschrieben 1846 durch Wilhelm von Haidinger, der das Mineral nach dem österreichischen Chemiker und Generalmünzprobierer von Wien Alexander Löwe (1808–1895) benannte.

## Klassifikation
In der veralteten 8. Auflage der Mineralsystematik nach Strunz gehörte der Löweit zur Mineralklasse der „Sulfate, Chromate, Molybdate, Wolframate“ und dort zur Abteilung „Wasserhaltige Sulfate ohne fremde Anionen“, wo er als einziger Vertreter in der „Löweit-Reihe“ mit der Systemnummer VI/C.10 steht.
In der zuletzt 2018 überarbeiteten Lapis-Systematik nach Stefan Weiß, die formal auf der alten Systematik von Karl Hugo Strunz in der 8. Auflage basiert, erhielt das Mineral die System- und Mineralnummer VI/C.17-010. Dies entspricht der Klasse der „Sulfate, Chromate, Molybdate und Wolframate“ und dort der Abteilung „Wasserhaltige Sulfate, ohne fremde Anionen“, wo Löweit als einziges Mineral eine unbenannte Gruppe mit der Systemnummer VI/C.17 bildet.
Die von der International Mineralogical Association (IMA) zuletzt 2009 aktualisierte 9. Auflage der Strunz’schen Mineralsystematik ordnet den Löweit in die Klasse der „Sulfate (Selenate, Tellurate, Chromate, Molybdate und Wolframate)“ und dort in die Abteilung „Sulfate (Selenate usw.) ohne zusätzliche Anionen, mit H2O“ ein. Hier ist das Mineral in der Unterabteilung „Mit mittelgroßen und großen Kationen“ zu finden, wo es als einziges Mitglied eine unbenannte Gruppe mit der Systemnummer 7.CC.45 bildet.
In der vorwiegend im englischen Sprachraum gebräuchlichen Systematik der Minerale nach Dana hat Löweit die System- und Mineralnummer 29.04.03.01. Das entspricht der Klasse der „Sulfate, Chromate und Molybdate“ und dort der Abteilung „Wasserhaltige Säuren und Sulfate“. Hier findet er sich innerhalb der Unterabteilung „Wasserhaltige Säuren und Sulfate mit (A+)2Bn(XO4)p × x(H2O)“ als einziges Mitglied in einer unbenannten Gruppe mit der Systemnummer 29.04.03.

## Kristallstruktur
Löweit kristallisiert trigonal in der Raumgruppe R3 (Raumgruppen-Nr. 148) mit den Gitterparametern a = 18,86 Å und c = 13,40 Å sowie 3 Formeleinheiten pro Elementarzelle.

## Eigenschaften
Löweit ist wasserlöslich und hat einen leicht bitteren Geschmack.

## Bildung und Fundorte
Löweit bildet sich meist in marinen Salzlagerstätten, kann aber auch als Sublimationsprodukt aus vulkanischen Gasen entstehen. Als Begleitminerale treten unter anderem Anhydrit, Aphthitalit, Blödit, Epsomit, Gips, Hexahydrit, Kieserit, Langbeinit, Mirabilit, Pentahydrit, Starkeyit, Thénardit und Vanthoffit auf.
Als seltene Mineralbildung konnte Löweit bisher (Stand: 2012) nur an wenigen Fundorten nachgewiesen werden, wobei bisher rund 20 Fundorte als bekannt gelten. Neben seiner Typlokalität Bad Ischler Salzberg trat das Mineral in Oberösterreich noch in einem Salzbergwerk bei Hallstatt auf. Weitere Fundorte in Österreich sind unter anderem die Steinsalz-Lagerstätte bei Dürrnberg in Salzburg sowie das Salzbergwerk Altaussee und die Gips- und Anhydrit-Lagerstätte „Schildmauer“ bei Admont in der Steiermark.
In Deutschland wurde Löweit bisher im Kaliwerk Neuhof-Ellers, am Himmelsberg bei Giesel (Neuhof), im Kaliwerk Wintershall und im Kaliwerk Hattorf bei Philippsthal in Hessen; im Bergwerk „Berlepsch“ bei Staßfurt in Sachsen-Anhalt sowie bei Merkers in Thüringen gefunden.
Weitere Fundorte sind unter anderem Jianghan, Mangnai und Qakilik in China; die isländische Insel Surtsey; Kłodawa in der Woiwodschaft Großpolen sowie der Soda Lake im kalifornischen Carrizo Plain National Monument, „West Salt Creek“ im Mesa County in Colorado und bei Carlsbad in New Mexico in den Vereinigten Staaten von Amerika.